# Kaarlo Tuori
Kaarlo Heikki Tuori, född 9 april 1948 i Helsingfors, är en finländsk jurist.
Tuori blev juris doktor. Han var 1986−1992 forskarprofessor och 1986−90 biträdande professor i finansrätt vid Helsingfors universitet, där han 1990 utsågs till professor i förvaltningsrätt och 2002 i allmän rättslära. Han är känd som en framstående rättsteoretisk forskare och har utnyttjats som sakkunnig i flera sammanhang. Han har fått internationell uppmärksamhet för det av honom utvecklade rättsteoretiska begreppet kritisk positivism, ett gemensamt program för den normativa rättsvetenskapens skilda grenar. Inom hans samhällsvetenskapligt inriktade produktion märks verken Oikeuden rationalisuus (1988), Oikeus, valta ja demokratia (1990) och Kriittinen oikeuspositivismi (2000, i engelsk utgåva Critical legal positivism (2002).
Tuori har förlänats hedersdoktorstitlar vid universiteten i Lund (2001), Köpenhamn (2005) och Åbo (2009). Han utnämndes 2009 till ledamot av Academia Europaea och 1994 av Finska Vetenskapsakademien. Sedan 2018 är han utländsk ledamot av Det Norske Videnskaps-Akademi.

### Uppslagsverk
- Tuori, Kaarlo i Uppslagsverket Finland (webbupplaga, 2012). CC-BY-SA 4.0